# Lophiomus setigerus
Черноротый удильщик (лат. Lophiomus setigerus) — вид морских лучепёрых рыб семейства удильщиковых отряда удильщикообразных. Единственный известный науке вид рода Lophiomus. Обитает в Индо-Тихоокеанском регионе.

## Таксономия
Lophiomus был впервые предложен в качестве рода в 1883 году американским биологом Теодором Гиллом с Lophius setigerus в качестве его единственного вида. Lophius setigerus был впервые официально описан в 1797 году датско-норвежским ботаником и зоологом Мартином Валем с типовым местообитанием, указанным как «Китай, западная часть Тихого океана». Род Lophiodes является одним из 4 известных родов в семействе Lophiidae, которое 5-е издание « Рыб мира» классифицирует в монотипическом подотряде Lophioidei с отрядом Lophiiformes. Внутри Lophiidae Lophiomus наиболее тесно связан с Lophius, причем Lophiodes является сестринским таксоном для них, а Sladenia является самой базальной сестринской группой для остальных трех родов.

## Этимология
Название Lophiomus было придумано Гиллом, когда он предложил род как отличный от Lophius, но он не объяснил суффикс -omus. В 1898 году Дэвид Старр Джордан и Бартон Уоррен Эверманн предположили, что он произошел от omos, что означает «плечо», заявив, что Гилл намекнул на «трехраздельный гемальный шип», который был упомянут Гиллом в 1878 году, но это была ссылка на Lophius americanus, под названием Lophius piscatorius. Видовое название setigerus является соединением seta, что означает «щетина» и iger, что означает «нести», намек на множество шипов на верхней части тела и боках этой рыбы.

## Внешний вид и строение
У Lophiomus setigerus голова и тело сильно уплощены. Гребни на лобной, верхнечелюстной и зубной костях покрыты коническими шипами, что делает их грубыми. Между глазами есть 2 шипа. Верхняя сторона тела темно-коричневая, а нижняя бледная. Плавники того же цвета, что и область тела, к которой они примыкают. Максимальная опубликованная общая длина представителя этого вида составляет 40 см, хотя более типична 30 см.

## Распространение и среда обитания
Lophiomus setigerus имеет широкое индо-тихоокеанское распространение от восточного побережья Африки между Красным морем на севере до Южной Африки, через Индийский океан, включая Персидский залив, на восток в Тихий океан до Фиджи и Маршалловых островов, на север до Японии и на юг до Австралии и Новой Каледонии. Этот вид встречается на глубине от 30 до 800 м на субстрате из песка или ила.

## Рыболовство
Lophiomus setigerus в прошлом был видом, который ловили только в качестве прилова, но теперь он является объектом коммерческого рыболовства в Китае, Японии и Корее. Это ценный улов, а печень считается деликатесом. В Корее его используют для приготовления блюда agujim.